# Cypretta intonsa
Cypretta intonsa är en kräftdjursart som beskrevs av N. C. Furtos 1936. Cypretta intonsa ingår i släktet Cypretta och familjen Cyprididae. Inga underarter finns listade i Catalogue of Life.